# Flaga kraju koszyckiego
Flaga kraju koszyckiego − jeden z symboli kraju koszyckiego obok herbu i pieczęci, obowiązująca od 21 marca 2002. 

## Historia
Flaga kraju, wraz z innymi symbolami, została ustanowiona uchwałą rady kraju nr 2002/08 z 21 marca 2002. Po konsultacjach ze słowacką Komisją Heraldyczną, 15 kwietnia 2002 została wpisana do Rejestru Heraldycznego Republiki Słowackiej (sygnatura K-190/2002). 23 kwietnia 2002 rada kraju wydała VZN nr 1/2002, w którym szczegółowo zawarła opis wyglądu flagi i zasady jej użytkowania.

## Wygląd i symbolika
Flaga kraju to prostokątny płat tkaniny o proporcjach 2:3, podzielony w krzyż skandynawski (1/3 i 2/3 szerokości w pionie, po 1/2 długości w poziomie) na cztery części: żółtą, czerwoną, niebieską i żółtą. Barwy te nawiązują do herbu kraju.

## Użycie
Flaga kraju jest używana przez władze samorządowe regionu, może być umieszczona na masztach na budynkach użyteczności publicznej lub w innych częściach przestrzeni publicznej. Mogą jej również używać mieszkańcy, pod warunkiem, że będzie ona użytkowana zgodnie z obowiązującymi przepisami.